# Điền kinh

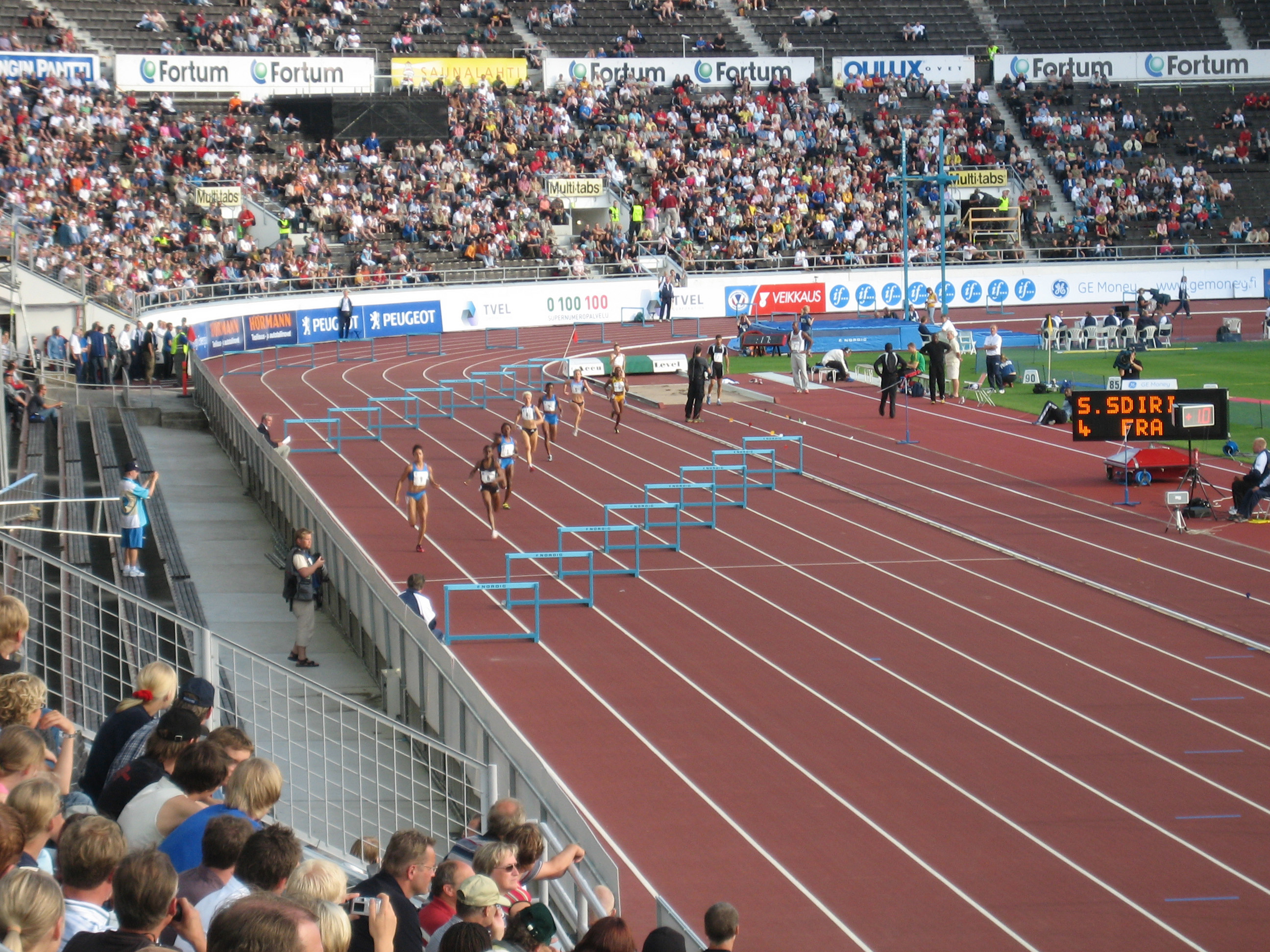
Chạy 400 mét nữ

Điền kinh là một tập hợp các môn thể thao cạnh tranh bao gồm đi bộ, chạy các cự ly, nhảy cao, nhảy xa, nhảy sào, ném lao, ném đĩa, ném búa, đẩy tạ và nhiều môn phối hợp khác. Với việc cần ít các thiết bị đi kèm và tính đơn giản của các môn này đã khiến điền kinh trở thành các môn thể thao được thi đấu nhiều nhất trên thế giới. Điền kinh chủ yếu là môn thể thao cá nhân, với ngoại lệ là các cuộc đua tiếp sức và các cuộc thi mà kết hợp biểu diễn vận động viên chẳng hạn như chạy băng đồng.
Cơ sở của môn điền kinh chính là các động tác tự nhiên có tác dụng phát triển toàn diện về thể lực và tăng cường sức khỏe. Chính vì vậy, điền kinh được xem là rất quan trọng trong giáo dục thể chất cũng như trong chương trình tập luyện vì sức khoẻ của mọi người.
Tại các kỳ thi đấu Thế vận hội, điền kinh cũng là nội dung quan trọng hàng đầu. Nó xuất hiện ngay từ những kỳ Thế vận hội cổ đại từ năm 776 TCN.
Ngoài thi đấu điền kinh tại Thế vận hội, trên thế giới còn nhiều giải điền kinh khác.

## Lịch sử

### Thời cổ đại và Trung cổ

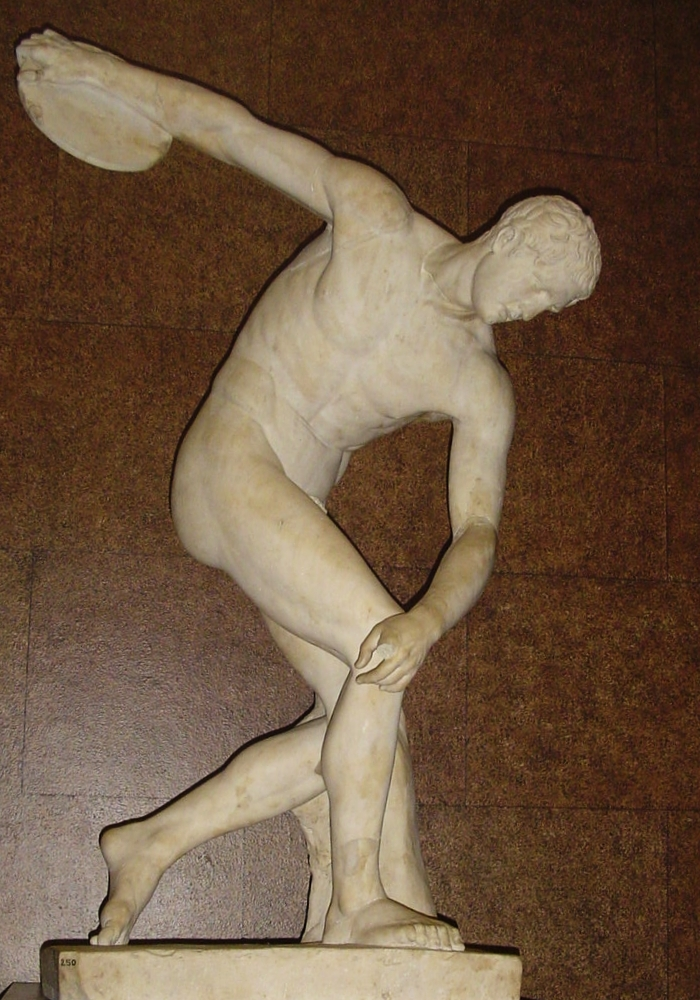
Bức tượng cổ Hy Lạp Discobolus, mô tả một người ném đĩa.

Các cuộc thi điền kinh với các môn chạy, đi bộ, nhảy cao, nhảy xa, ném đá là một trong những môn thể thao lâu đời nhất, nguồn gốc của chúng có từ thời tiền sử. Các cuộc thi đấu điền kinh được vẽ trong các ngôi mộ Ai Cập cổ đại ở Saqqara, với hình minh họa môn chạy ở lễ hội Dt Sed và nhảy cao xuất hiện trong mộ từ năm 2250 trước Công nguyên. Hội Tailteann là một lễ hội Celtic cổ xưa ở Ireland, được tổ chức vào khoảng năm 1800 trước Công nguyên. Cuộc thi đấu điền kinh này kéo dài ba mươi ngày, có các môn chạy và ném đá. Môn thi đấu ban đầu và duy nhất tại Thế vận hội đầu tiên vào năm 776 TCN là một cuộc thi chạy dài, vòng quanh sân vận động. Sau đó các môn thi được mở rộng với các môn thi ném đá, nhảy cao và nhảy xa tạo thành năm môn phối hợp thời cổ đại. Các cuộc thi điền kinh cũng diễn ra tại các Panhellenic Games, thời điểm khoảng 500 năm trước Công nguyên.
Tại nước Anh vào thế kỷ XVII, các giải đấu Cotswold Olimpick Games, một lễ hội thể thao, cũng có các môn điền kinh dưới hình thức các cuộc thi ném búa tạ. Hàng năm từ 1796 đến 1798, tại Pháp đã diễn ra L'Olympiade de la République ngay trong cuộc cách mạng Pháp. Đây là một tiền thân của Thế vận hội Mùa hè hiện đại. Môn thi đấu hàng đầu của cuộc thi này là môn chạy, nhưng các môn thi đấu khác của Hy Lạp cổ đại cũng được đưa vào. Olympiade tại Pháp năm 1796 đánh dấu việc đưa các hệ thống số liệu vào để đo kết quả thi đấu trong thể thao.

### Thời cận đại và hiện đại
Học viện Quân sự Hoàng gia tại Woolwich, nước Anh đã tổ chức một cuộc thi điền kinh vào năm 1849. Đại học Exeter, Oxford, nước Anh từ năm 1850 đã tổ chức một loạt các cuộc thi điền kinh thường xuyên chỉ dành cho sinh viên đại học. Lần đầu tiên một Đại hội thể thao dành cho mọi người bao gồm các cuộc thi điền kinh được tổ chức tại Wenlock, Shropshire vào năm 1850. Ngoại trừ hai năm phải dừng do chiến tranh và những năm kinh tế khó khăn, các cuộc thi điền kinh trên đã được tổ chức liên tục cho đến ngày nay.
Cuộc thi điền kinh trong nhà đầu tiên theo mô hình hiện đại được tổ chức thời gian ngắn sau đó vào năm 1860, bao gồm một cuộc thi tại Ashburnham Hall ở Luân Đôn, nước Anh với bốn môn thi chạy và một môn thi nhảy xa ba bước.
Thành lập tại Anh vào năm 1880, Hiệp hội điền kinh nghiệp dư (AAA: Amateur Athletic Association) là tổ chức đầu tiên của điền kinh và bắt đầu tổ chức giải điền kinh hàng năm của mình - giải vô địch AAA. Mỹ cũng bắt đầu tổ chức một cuộc thi điền kinh quốc gia hàng năm - giải vô địch điền kinh Mỹ ngoài trời. Giải này được câu lạc bộ điền kinh New York tổ chức lần đầu vào năm 1876. Điền kinh đã được AAA và các tổ chức thể thao khác hệ thống hóa và tiêu chuẩn hóa vào cuối thế kỷ XIX. Trong số các tổ chức này có Hiệp hội điền kinh nghiệp dư Mỹ (thành lập tại Mỹ vào năm 1888) và Hiệp hội điền kinh Pháp (thành lập tại Pháp vào năm 1889).
Điền kinh đã được đưa vào Thế vận hội Olympic hiện đại đầu tiên năm 1896 và nó đã là một trong những cuộc thi quan trọng nhất tại Olympic bốn năm một lần kể từ đó. Ban đầu điền kinh chỉ dành cho nam giới, Thế vận hội Olympic 1928 đã đánh dấu sự ra đời của các môn điền kinh nữ. Điền kinh là một phần của Olympic cho người khuyết tật ngay từ khi nó được tổ chức lần đầu tiên vào năm 1960. Các vận động viên điền kinh rất được coi trọng trong các giải lớn, đặc biệt là Thế vận hội.
Cơ quan quản lý quốc tế về điền kinh, Liên đoàn điền kinh không chuyên quốc tế (IAAF) được thành lập vào năm 1912. Liên đoàn này được đổi tên như hiện nay (Hiệp hội quốc tế các Liên đoàn Điền kinh) vào năm 2001. IAAF thành lập giải vô địch điền kinh thế giới ngoài trời trong năm 1983. Các vận động viên điền kinh có thể nhận được tiền thưởng khi giành chiến thắng, chấm dứt giai đoạn "nghiệp dư" trước đó.
Các cuộc thi quốc tế đầu tiên được tổ chức cho các vận động viên điền kinh khuyết tật về thể chất (không điếc) bắt đầu vào năm 1952 với giải thể thao quốc tế Stoke Mandeville Games được tổ chức cho các cựu chiến binh Thế Chiến II. Lúc đó giải này chỉ dành cho các vận động viên chạy xe lăn. Điều này truyền cảm hứng cho Paralympic Games đầu tiên được tổ chức vào năm 1960. Theo thời gian, cuộc thi dành cho người khuyết tật chạy xe lăn được mở rộng để bao gồm các vận động viên bị cụt chi, suy bại não và thị giác.

## Các môn thi đấu
Hiệp hội quốc tế các Liên đoàn điền kinh, cơ quan chủ quản của điền kinh, chia điền kinh thành năm lĩnh vực: điền kinh trong nhà, chạy trên đường, đi bộ thể thao, chạy băng đồng và chạy leo núi. Tất cả các hình thức điền kinh là môn cá nhân trừ môn chạy tiếp sức. Tuy nhiên, thành tích của vận động viên điền kinh thường được tính gộp vào thành tích của nước mình tại các giải vô địch quốc tế, và trong trường hợp chạy băng đồng thời gian kết thúc của các vận động viên hàng đầu từ mỗi đội hoặc quốc gia được cộng lại để tìm ra đội thắng cuộc.

### Điền kinh trong sân vận động

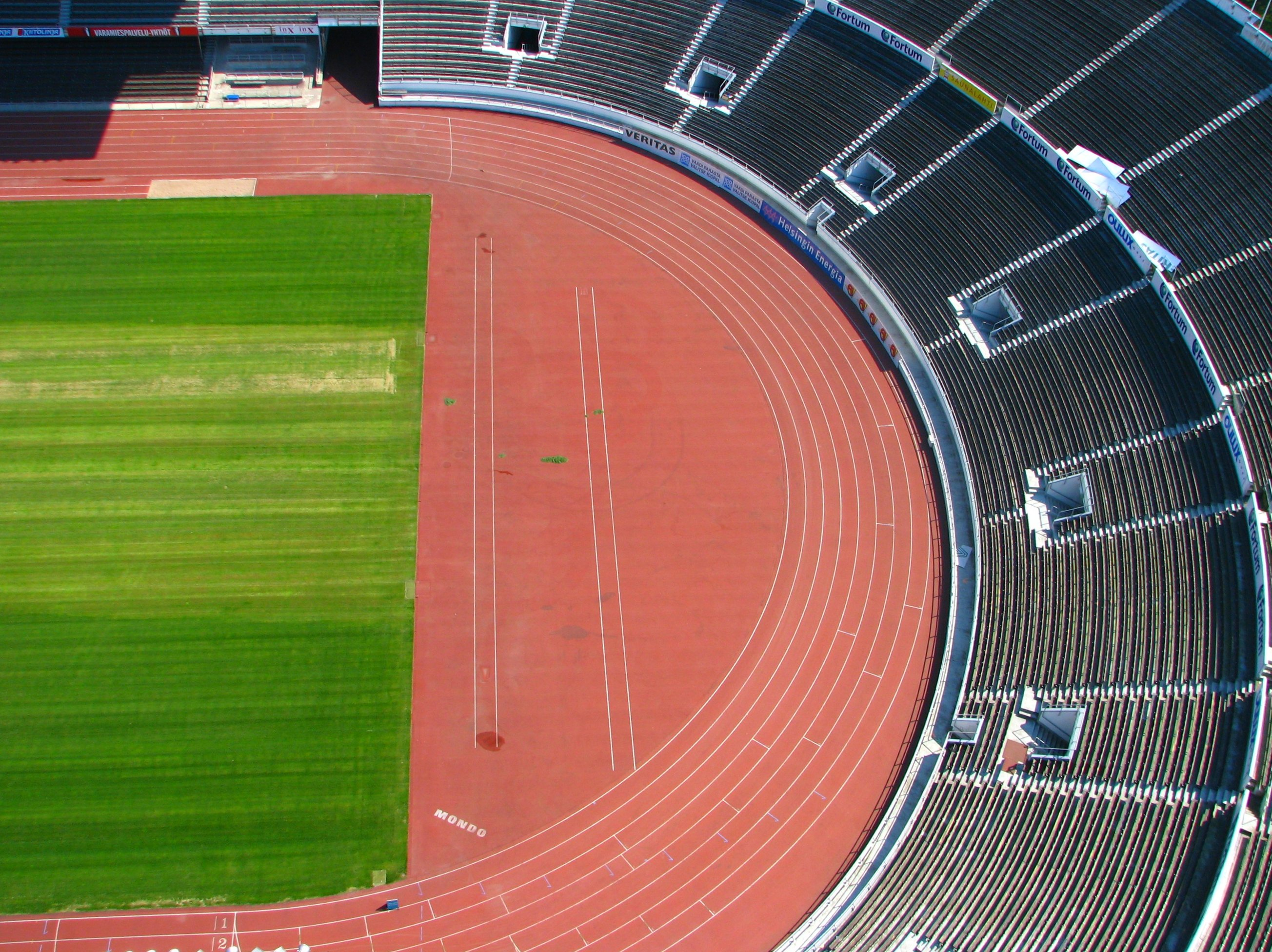
Một sân vận động điền kinh đặc trưng với một đường chạy hình ô van và một sân cỏ bên trong

Các giải thi đấu điền kinh đã xuất hiện vào cuối thế kỷ XIX dành cho các vận động viên đại diện cho các cơ sở giáo dục, tổ chức quân sự và câu lạc bộ thể thao đối địch nhau. Các vận động viên có thể thi đấu một hoặc nhiều môn thi theo chuyên môn của họ. Nam và nữ thi đấu riêng biệt. Thi đấu điền kinh kiểu này có cả hai định dạng trong nhà và ngoài trời, với hầu hết các cuộc thi trong nhà xảy ra trong mùa đông, trong khi các cuộc thi ngoài trời chủ yếu được tổ chức tại mùa hè. Tên của môn được chọn dựa theo nơi tổ chức - sân vận động track and field.
Một loạt các môn thi chạy được tổ chức trên đường chạy, chia làm ba loại: chạy nước rút, chạy tầm trung và chạy dài. Chạy tiếp sức bao gồm bốn vận động viên. Mỗi người sau khi đã chạy xong phần của mình phải trao một chiếc gậy cho đồng đội để đồng đội của mình có thể chạy tiếp. Chạy vượt rào và chạy băng đồng là một biến thể, ở đó các vận động viên phải vượt qua các trở ngại khác nhau trên đường đua.
Các môn điền kinh thi trên cỏ có hai môn: nhảy và ném.
Trong các môn ném, các vận động viên thi xem ai ném xa nhất. Các môn ném bao gồm ném tạ, ném đĩa, ném lao và ném búa.
Có bốn môn thi nhảy: nhảy xa và nhảy ba bước tính xem vận động viên nào có thể nhảy xa nhất, trong khi nhảy cao và nhảy sào tính xem vận động viên nào nhảy cao nhất. Các môn điền kinh phối hợp, trong đó bao gồm mười môn phối hợp (dành cho nam) và bảy môn phối hợp (dành cho nữ), là cuộc thi mà các vận động viên thi đấu trong một số môn khác nhau và mỗi môn sẽ được một số điểm, cộng tổng số để tính ra nhà vô địch.
Các cuộc thi uy tín nhất của điền kinh được tổ chức trong các chương trình điền kinh tại các sự kiện thể thao hỗn hợp. Các Thế vận hội Mùa hè, Giải vô địch điền kinh thế giới, Paralympic Mùa hè và Giải vô địch thế giới điền kinh IPC là các giải có mức cạnh tranh cao nhất và uy tín nhất trong làng điền kinh. Các giải chạy và nhảy này đã trở thành phần nổi bật nhất của các giải điền kinh chính. Nhiều vận động viên nổi tiếng trong các môn thể thao điền kinh đã thành danh tại các giải này. Các giải vô địch điền kinh quốc gia và các giải hàng năm hay giải mời khác có mức độ quan trọng thấp hơn. Các giải khác bao gồm các giải ở mức cạnh tranh giữa các câu lạc bộ điền kinh hay giữa các trường học là các giải ở mức dưới cùng của điền kinh.
| Trên đường chạy        | Trên đường chạy     | Trên đường chạy | Trên đường chạy                                                    | Trên đường chạy                   | Trong sân                                 | Trong sân                      | Nội dung phối hợp                                   |
| Nước rút               | Trung bình          | Dài             | Vượt rào                                                           | Tiếp sức                          | Nhảy                                      | Ném                            | Nội dung phối hợp                                   |
| ---------------------- | ------------------- | --------------- | ------------------------------------------------------------------ | --------------------------------- | ----------------------------------------- | ------------------------------ | --------------------------------------------------- |
| 60 m 100 m 200 m 400 m | 800 m 1500 m 3000 m | 5000 m 10.000 m | 60 m rào 100 m rào 110 m rào 400 m rào 3000 m vượt chướng ngại vật | 4×100 m tiếp sức 4×400 m tiếp sức | Nhảy xa Nhảy xa ba bước Nhảy cao Nhảy sào | Ném tạ Ném đĩa Ném búa Ném lao | Năm môn phối hợp Bảy môn phối hợp Mười môn phối hợp |

- Ghi chú: in nghiêng là nội dung chỉ thi đấu tại giải vô địch trong nhà thế giới

### Đi bộ thể thao
Đặc điểm cơ bản của kĩ thuật đi bộ thể thao là suốt quá trình đi, cơ thể không được bay trên không mà luôn luôn có một hoặc cả hai chân cùng chạm đất và từ khi chân chống trước đến khi kết thúc đạp sau, chân phải luôn giữ thẳng. Tập luyện và thi đấu đi bộ có thể tiến hành được trên mọi loại đường khác nhau. Đi bộ có thể không đi theo cự lymà đi theo thời gian.

### Chạy
Gồm có:
- Chạy cự ly ngắn 100m; 200m; 400m.
- Chạy cự ly trung bình (gồm các cự ly 500m đến 2000m, trong đó môn Chạy 800m và 1500m là nội dung thi trong Thế vận hội).
- Chạy cự ly dài (gồm các cự ly từ 3000m đến 30000m, trong đó môn Chạy 3000m (nữ), 5000m (nam) và 10.000m (nam) là nội dung thi trong Đại hội thể thao Ôlympic.
- các môn phối hợp:

10 môn phối hợp gồm nhảy xa, chạy, nhảy cao...

## Điền kinh cho người khuyết tật
Để công bằng cho nhân loại, điền kinh bao gồm cả điền kinh cho người khuyết tật nhằm động viên, cổ vũ cho người khuyết tật